# 傣端
傣端，他称白泰，是分布於越南與老撾的台語民族，中华人民共和国境内分布于云南省金平苗族瑶族傣族自治县。

## 地理分佈
有大約44,800白泰人在老撾。在越南則分布萊州省，山羅省的琼崖县、北安县、扶安县，但其數不詳。

## 歷史
他們在公元2世纪由中國雲南遷到紅河與黑河一帶後再進入老撾。

## 語言
白泰語言屬侗台語系。

## 家庭
白泰的家庭男人當戶主但两性分工平等。

## 宗教
萬物有靈(60％)、上座部佛教(38％)、基督教（2％)，越南的白泰人死時家人會唱送葬歌使鬼魂可返回雲南勐梭。